# Česká Skalice
Česká Skalice (Tjekkisk udtale: [ˈtʃɛskaː ˈskalɪtsɛ]; tysk: Böhmisch Skalitz) er en by i distriktet Náchod i regionen Hradec Králové i Tjekkiet. Den har omkring 4.900 indbyggere.

## Inddeling
Bydele og landsbyer i Malá Skalice er: Ratibořice, Spyta, Zájezd og Zlíč.

## Geografi
Česká Skalice ligger omkring 8 kmvest for Náchod og 24 km nordøst for Hradec Králové. Det ligger i Orlice-området. Byen ligger ved floden Úpa. Bedstemordalen (Babiččino údolí) langs floden er beskyttet som et nationalt naturmonument. Byen ligger ved Rozkoš Reservoiret, og en del af det ligger i kommunens område.

## Historie
I Chronica Boemorum nævnes en handelsrute fra Bøhmen til Polen gennem dette område i det 11. århundrede. I begyndelsen af det 13. århundrede blev to bebyggelser med fæstninger grundlagt i nærheden af denne rute med navnene Malá Skalice og Velká Skalice. I 1490 blev den først omtalt som en landsby ved navn Česká Skalice. I 1504 blev Česká Skalice forfremmet til en købstad og i 1575 blev den forfremmet til en by.
I det 19. århundrede blev byen industrialiseret og der blev etableret tekstilfabrikker. 

## Seværdigheder
Ratibořice Slot og Bedstemordalen er de mest populære turistdestinationer. Den besøges for dets forbindelse med forfatteren Božena Němcová liv og arbejde. Hun hører til blandt de mest slagkraftige tjekkiske forfattere.
Slottet blev bygget i barokstil og genopbygget i nyklassicistisk stil. Ved siden af slottet ligger en slotspark. En del af landskabet med en direkte forbindelse til Němcovás litteratur er også en fjerntliggende mølle og Staré bělidlo, en romantisk bjælkehytte i træ. Slots- og dalområdet er fredet som nationalt kulturminde.
Blandt vartegnene i Česká Skalice er Jomfru Marias himmelfartskirke, der ligger i Malá Skalice. Det er en barokbygning fra det 18. århundrede.
I Malá Skalice ligger Museum for Božena Němcová. Indtil 2017 var der også tekstilmuseum, men det blev lukket, og udstillingen blev flyttet til den nærliggende by Dvůr Králové nad Labem. 